# Amblyolpium martinense
Espèce
Amblyolpium martinense est une espèce de pseudoscorpions de la famille des Garypinidae.

## Distribution
Cette espèce est endémique de Saint-Martin aux Antilles,.

## Description
Le mâle holotype mesure 2,45 mm.

## Étymologie
Son nom d'espèce, composé de martin et du suffixe latin -ense, « qui vit dans, qui habite », lui a été donné en référence au lieu de sa découverte, Saint-Martin.

## Publication originale
- Tooren, 2002 : Pseudoscorpions of the genera Pachyolpium, Novohorus and Amblyolpium  (Pseudoscorpiones: Olpiidae) from St. Eustatius (Statia), St. Martin (Sint Maarten) and Anguilla (Lesser Antilles, Leeward group). Zoologische Mededelingen, vol. 76, p. 451-472 (texte intégral).